# Peter Beil
Peter Beil, de son vrai nom Tom Karrasch, né le 9 juillet 1937 à Hambourg et mort le 13 avril 2007 dans la même ville, est un chanteur de schlager, trompettiste et compositeur allemand.

## Ses principaux succès
- 1961 :  Corinna, Corinna
- 1962 :  Carolin, Carolina
- 1963 :  Dein Zug fährt durch die Nacht
- 1963 :  Kleine Nervensäge Monika
- 1963 :  Nummer eins in meinem Herzen
- 1963 :  Weil ich dich liebe
- 1966 :  Fremde in der Nacht
- 1966 :  Alle meine Träume
- 1969 :  Meinen Namen sollst du tragen
- 1969 :  Sommersonnenschein
- 1970 :  Der Blitz schlug ein
- 1978 :  Adieu, Adeline

## Albums
- 1964 : Melodien aus West Side Story
- 1993 : Die großen Erfolge
- 1997 : Zwei gute Freunde
- 2000 : Corinna, Corinna